# Daniela Rosen
Pour les articles homonymes, voir Ripstein.
Daniela Rosen, de son vrai nom Silvia Ripstein, née le 13 mai 1946 à Mexico et morte le 7 novembre 2013 dans la même ville, est une actrice mexicaine pour le cinéma et la télévision. Elle est la fille du cinéaste Alfredo Ripstein Jr. et la sœur d'Arturo Ripstein.

## Filmographie

### Au cinéma
- 1966 : Sólo para tí  d'Icaro Cisneros
- 1966 : Matar es fácil de Sergio Véjar
- 1967 : El mundo loco de los jóvenes de José María Fernández Unsáin
- 1968 : Corona de lágrimas d'Alejandro Galindo
- 1968 : Las visitaciones del diablo d'Alberto Isaac
- 1969 : Los recuerdos del porvenir d'Arturo Ripstein
- 1969 : Trampa para un cadáver de Francisco del Villar
- 1971 : Sin salida de Toni Sbert
- 1972 : Palacio chino de Carlos Castañon
- 1972 : Fin de fiesta de Mauricio Walerstein
- 1972 : Muñeca reina de Sergio Olhovich
- 1974 : El señor de Osanto de Jaime Humberto Hermosillo

### À la télévision
- 1969 : Sin palabras
- 1971 : Muchacha italiana viene a casarse
- 1971 : El amor tiene cara de mujer